# Arsamès d'Arménie
Pour les articles homonymes, voir Arsamès.
Arsamès (en arménien Արշամ ; mort vers 228 av. J.-C.) est un dynaste orontide d'Arménie, de Sophène et de Commagène vers 240 av. J.-C.

## Origine
Arsamès est l'héritier des satrapes qui gouvernaient l'Arménie pour le compte de l'Empire achéménide. Selon Cyrille Toumanoff, il est le fils et successeur de Samos, lui-même successeur d'Orontès III,  l'« Ardoatès roi des Arméniens » de Diodore de Sicile qui appuie en 301 av. J.-C. Ariarathe II lors de sa reconquête de la Cappadoce sur les Macédoniens. Enfin, Cyrille Toumanoff rejette l'hypothèse qui introduit un second Arsamès (II) dans la généalogie des Orontides afin de rétablir le nombre de générations entre son descendant Mithridate Ier Kallinicos de Commagène et l'épouse de ce dernier, la princesse séleucide Laodicé VII.
Marie-Louise Chaumont et Giusto Traina font quant à eux « certainement » régner Arsamès en Sophène, en rapprochant notamment la tiare qui le coiffe sur ses monnaies de la tiare sophénienne.

## Règne
Comme plusieurs autres dynastes d'Asie Mineure, Arsamès prend le parti d'Antiochos Hiérax dans la guerre fratricide qui l'oppose à son frère, Séleucos II Kallinicos. En 228, selon Polyen, « lorsqu'[Antiochus Hiérax] traversait les montagnes de l'Arménie, il fut reçu par Arsamès qui était de ses amis ». Ce même prince, identifié avec Arsamès, prend le titre royal dans une monnaie en bronze représentant à l'avers la tête du roi coiffée d'une tiare conique et au revers l'inscription « ΒΑΣΙΛΕΩΣ ΑΡΣΑΜΟΥ » (i.e. Basileos Arsamou) avec un cavalier portant chapeau conique et tenant un javelot.
Arsamès  est réputé être le fondateur vers 235 de deux cités dont il est l'éponyme, Arsamosate en Sophène et Arsameia en Commagène, ce qui tend à démontrer que son pouvoir était centré sur ces régions plus que sur l'Arménie proprement dite.

## Postérité
Selon Cyrille Toumanoff, Arsamès laisse plusieurs enfants :
- Xerxès d'Arménie, qui est son successeur à Arsamosata ;
- Abdissarès (?), peut-être roi après son frère ou seulement en Sophène et Commagène ;
- Orontès IV/III ;
- Mithras, grand-prêtre du Soleil et de la Lune du sanctuaire d'Armavir.

Par ailleurs, Arsamès est présenté comme le grand-père de Ptolomaeus, le fondateur de la dynastie des rois de Commagène.